# Liste der Nummer-eins-Hits in Italien (2017)
Diese Liste der Nummer-eins-Hits basiert auf den offiziellen Chartlisten der Federazione Industria Musicale Italiana (FIMI), der italienischen Landesgruppe der IFPI, im Jahr 2017. Berücksichtigt werden die Album- und die Singlecharts.

## Singles
| ← 2016 ← | Liste der Nummer-eins-Hits in Italien | Liste der Nummer-eins-Hits in Italien     | Liste der Nummer-eins-Hits in Italien                                                              | 2018 →                                                                                        |
| \| Zeitraum \| Wo. ges. \| Interpret \| Titel Autor(en) \| Zusätzliche Informationen \| \| (Zeitraum, Wochen auf Platz eins, Interpret, Titel, Autor[en], zusätzliche Informationen) \| \| \| \| \| \| ----------------------------------------------------------------------------------------- \| -------- \| ----------------------------------------- \| -------------------------------------------------------------------------------------------------- \| --------------------------------------------------------------------------------------------- \| \| 16. Dezember 2016 – 5. Januar 2017 3 Wochen \| 3 \| Clean Bandit feat. Sean Paul & Anne-Marie \| Rockabye Jack Patterson, Steve McCutcheon, Ammar Malik, Ina Wroldsen, Sean Paul Henriques \| – \| \| 6. Januar 2017 – 9. Februar 2017 5 Wochen (insgesamt 7) \| 7 \| Ed Sheeran \| Shape of You Ed Sheeran, Steve Mac, Johnny McDaid, Kandi Burruss, Tameka Cottle, Kevin Briggs \| – \| \| 10. Februar 2017 – 2. März 2017 3 Wochen \| 3 \| Francesco Gabbani \| Occidentali’s Karma Francesco Gabbani, Fabio Ilacqua, Filippo Gabbani, Luca Chiaravalli \| Gewinner des Sanremo-Festival 2017 und italienischer Beitrag zum Eurovision Song Contest 2017 \| \| 3. März 2017 – 16. März 2017 2 Wochen (insgesamt 7) \| 7 \| Ed Sheeran \| Shape of You Ed Sheeran, Steve Mac, Johnny McDaid, Kandi Burruss, Tameka Cottle, Kevin Briggs \| – \| \| 17. März 2017 – 8. Juni 2017 12 Wochen (insgesamt 14) \| 14 \| Luis Fonsi feat. Daddy Yankee \| Despacito Luis Rodríguez, Erika Ender, Ramón Ayala \| – \| \| 9. Juni 2017 – 15. Juni 2017 1 Woche \| 1 \| Sfera Ebbasta \| Tran Tran Gionata Boschetti, Paolo Alberto Monachetti \| – \| \| 16. Juni 2017 – 29. Juni 2017 2 Wochen (insgesamt 14) \| 14 \| Luis Fonsi feat. Daddy Yankee \| Despacito Luis Rodríguez, Erika Ender, Ramón Ayala \| – \| \| 30. Juni 2017 – 3. August 2017 5 Wochen (insgesamt 10) \| 10 \| J-Ax & Fedez feat. T-Pain \| Senza pagare Takagi & Ketra, Federico Lucia, Alessandro Aleotti, Daniele Lazzarin \| – \| \| 4. August 2017 – 10. August 2017 1 Woche \| 1 \| Thegiornalisti \| Riccione Tommaso Paradiso, Dario Faini, Alessandro Raina \| – \| \| 11. August 2017 – 14. September 2017 5 Wochen (insgesamt 10) \| 10 \| J-Ax & Fedez feat. T-Pain \| Senza pagare Takagi & Ketra, Federico Lucia, Alessandro Aleotti, Daniele Lazzarin \| – \| \| 15. September 2017 – 21. September 2017 1 Woche \| 1 \| J Balvin & Willy William \| Mi gente José Osorio, Willy William, Adam Ashadally, Andrés David Restrepo, Mohombi Nzasi Moupondo \| – \| \| 22. September 2017 – 28. September 2017 1 Woche \| 1 \| Guè Pequeno feat. Sfera Ebbasta \| Lamborghini Cosimo Fini, Luigi Florio, Andry Moroni, Gionata Boschetti \| – \| \| 29. September 2017 – 23. November 2017 8 Wochen \| 8 \| Coez \| La musica non c’è Silvano Albanese, Niccolò Contessa \| – \| \| 24. November 2017 – 30. November 2017 1 Woche \| 1 \| Salmo \| Perdonami Davide Mattei, Maurizio Pisciottu \| – \| \| 1. Dezember 2017 – 18. Januar 2018 7 Wochen \| 7 \| Ed Sheeran \| Perfect Ed Sheeran \| – \| |                                       |                                           | |                                                                                               |
| ← 2016 |                                       |                                           | | → 2018 →                                                                                      |
| Zeitraum | Wo. ges.                              | Interpret                                 | Titel Autor(en)                                                                                    | Zusätzliche Informationen                                                                     |
| (Zeitraum, Wochen auf Platz eins, Interpret, Titel, Autor[en], zusätzliche Informationen) |                                       |                                           | |                                                                                               |
| 16. Dezember 2016 – 5. Januar 2017 3 Wochen | 3                                     | Clean Bandit feat. Sean Paul & Anne-Marie | Rockabye Jack Patterson, Steve McCutcheon, Ammar Malik, Ina Wroldsen, Sean Paul Henriques          | –                                                                                             |
| 6. Januar 2017 – 9. Februar 2017 5 Wochen (insgesamt 7) | 7                                     | Ed Sheeran                                | Shape of You Ed Sheeran, Steve Mac, Johnny McDaid, Kandi Burruss, Tameka Cottle, Kevin Briggs      | –                                                                                             |
| 10. Februar 2017 – 2. März 2017 3 Wochen | 3                                     | Francesco Gabbani                         | Occidentali’s Karma Francesco Gabbani, Fabio Ilacqua, Filippo Gabbani, Luca Chiaravalli            | Gewinner des Sanremo-Festival 2017 und italienischer Beitrag zum Eurovision Song Contest 2017 |
| 3. März 2017 – 16. März 2017 2 Wochen (insgesamt 7) | 7                                     | Ed Sheeran                                | Shape of You Ed Sheeran, Steve Mac, Johnny McDaid, Kandi Burruss, Tameka Cottle, Kevin Briggs      | –                                                                                             |
| 17. März 2017 – 8. Juni 2017 12 Wochen (insgesamt 14) | 14                                    | Luis Fonsi feat. Daddy Yankee             | Despacito Luis Rodríguez, Erika Ender, Ramón Ayala                                                 | –                                                                                             |
| 9. Juni 2017 – 15. Juni 2017 1 Woche | 1                                     | Sfera Ebbasta                             | Tran Tran Gionata Boschetti, Paolo Alberto Monachetti                                              | –                                                                                             |
| 16. Juni 2017 – 29. Juni 2017 2 Wochen (insgesamt 14) | 14                                    | Luis Fonsi feat. Daddy Yankee             | Despacito Luis Rodríguez, Erika Ender, Ramón Ayala                                                 | –                                                                                             |
| 30. Juni 2017 – 3. August 2017 5 Wochen (insgesamt 10) | 10                                    | J-Ax & Fedez feat. T-Pain                 | Senza pagare Takagi & Ketra, Federico Lucia, Alessandro Aleotti, Daniele Lazzarin                  | –                                                                                             |
| 4. August 2017 – 10. August 2017 1 Woche | 1                                     | Thegiornalisti                            | Riccione Tommaso Paradiso, Dario Faini, Alessandro Raina                                           | –                                                                                             |
| 11. August 2017 – 14. September 2017 5 Wochen (insgesamt 10) | 10                                    | J-Ax & Fedez feat. T-Pain                 | Senza pagare Takagi & Ketra, Federico Lucia, Alessandro Aleotti, Daniele Lazzarin                  | –                                                                                             |
| 15. September 2017 – 21. September 2017 1 Woche | 1                                     | J Balvin & Willy William                  | Mi gente José Osorio, Willy William, Adam Ashadally, Andrés David Restrepo, Mohombi Nzasi Moupondo | –                                                                                             |
| 22. September 2017 – 28. September 2017 1 Woche | 1                                     | Guè Pequeno feat. Sfera Ebbasta           | Lamborghini Cosimo Fini, Luigi Florio, Andry Moroni, Gionata Boschetti                             | –                                                                                             |
| 29. September 2017 – 23. November 2017 8 Wochen | 8                                     | Coez                                      | La musica non c’è Silvano Albanese, Niccolò Contessa                                               | –                                                                                             |
| 24. November 2017 – 30. November 2017 1 Woche | 1                                     | Salmo                                     | Perdonami Davide Mattei, Maurizio Pisciottu                                                        | –                                                                                             |
| 1. Dezember 2017 – 18. Januar 2018 7 Wochen | 7                                     | Ed Sheeran                                | Perfect Ed Sheeran                                                                                 | –                                                                                             |

## Alben
| ← 2016 ← | Liste der Nummer-eins-Alben in Italien | Liste der Nummer-eins-Alben in Italien | Liste der Nummer-eins-Alben in Italien | 2018 → |
| \| Zeitraum \| Wo. ges. \| Interpret \| Titel \| Zusätzliche Informationen \| \| (Zeitraum, Wochen auf Platz eins, Interpret, Titel, zusätzliche Informationen) \| \| \| \| \| \| ------------------------------------------------------------------------------ \| -------- \| ----------------- \| ------------------------------ \| ----------------------------------------------------------------------------------------------------------------------------------------------- \| \| 9. Dezember 2016 – 12. Januar 2017 5 Wochen \| 5 \| MinaCelentano \| Le migliori \| – \| \| 13. Januar 2017 – 19. Januar 2017 1 Woche \| 1 \| Mannarino \| Apriti cielo \| – \| \| 20. Januar 2017 – 9. Februar 2017 3 Wochen \| 3 \| J-Ax & Fedez \| Comunisti col Rolex \| – \| \| 10. Februar 2017 – 16. Februar 2017 1 Woche (insgesamt 2) \| 2 \| Tiziano Ferro \| Il mestiere della vita \| – \| \| 17. Februar 2017 – 23. Februar 2017 1 Woche \| 1 \| Ermal Meta \| Vietato morire \| – \| \| 24. Februar 2017 – 2. März 2017 1 Woche \| 1 \| Michele Bravi \| Anime di carta \| – \| \| 3. März 2017 – 16. März 2017 2 Wochen (insgesamt 3) \| 3 \| Ed Sheeran \| ÷ \| – \| \| 17. März 2017 – 30. März 2017 2 Wochen \| 2 \| Depeche Mode \| Spirit \| – \| \| 31. März 2017 – 6. April 2017 1 Woche \| 1 \| Jamiroquai \| Automaton \| – \| \| 7. April 2017 – 27. April 2017 3 Wochen \| 3 \| Fabri Fibra \| Fenomeno \| – \| \| 28. April 2017 – 4. Mai 2017 1 Woche \| 1 \| Francesco Gabbani \| Magellano \| – \| \| 5. Mai 2017 – 11. Mai 2017 1 Woche \| 1 \| Izi \| Pizzicato \| – \| \| 12. Mai 2017 – 18. Mai 2017 1 Woche \| 1 \| Renato Zero \| Zerovskij… Solo per amore \| – \| \| 19. Mai 2017 – 22. Juni 2017 5 Wochen (insgesamt 8) \| 8 \| Riki \| Perdo le parole \| Der Finalist der 16. Ausgabe von Amici di Maria De Filippi konnte noch vor dem Finale mit seiner Debüt-EP die Spitze der Albumcharts erreichen. \| \| 23. Juni 2017 – 29. Juni 2017 1 Woche \| 1 \| Dark Polo Gang \| Twins \| – \| \| 30. Juni 2017 – 13. Juli 2017 2 Wochen (insgesamt 4) \| 4 \| Guè Pequeno \| Gentleman \| – \| \| 14. Juli 2017 – 3. August 2017 3 Wochen (insgesamt 8) \| 8 \| Riki \| Perdo le parole \| – \| \| 4. August 2017 – 17. August 2017 2 Wochen \| 2 \| Coldplay \| Kaleidoscope \| – \| \| 18. August 2017 – 31. August 2017 2 Wochen (insgesamt 4) \| 4 \| Guè Pequeno \| Gentleman \| – \| \| 1. September 2017 – 7. September 2017 1 Woche \| 1 \| Mostro \| Ogni maledetto giorno \| – \| \| 8. September 2017 – 14. September 2017 1 Woche \| 1 \| Rkomi \| Io in terra \| – \| \| 15. September 2017 – 28. September 2017 2 Wochen \| 2 \| Caparezza \| Prisoner 709 \| – \| \| 29. September 2017 – 5. Oktober 2017 1 Woche \| 1 \| David Gilmour \| Live at Pompeii \| – \| \| 6. Oktober 2017 – 12. Oktober 2017 1 Woche \| 1 \| Lucio Battisti \| Masters \| – \| \| 13. Oktober 2017 – 19. Oktober 2017 1 Woche \| 1 \| Thomas \| Thomas \| – \| \| 20. Oktober 2017 – 9. November 2017 3 Wochen \| 3 \| Riki \| Mania \| – \| \| 10. November 2017 – 16. November 2017 1 Woche \| 1 \| Cristina D’Avena \| Duets – Tutti cantano Cristina \| – \| \| 17. November 2017 – 23. November 2017 1 Woche \| 1 \| Negramaro \| Amore che torni \| – \| \| 24. November 2017 – 30. November 2017 1 Woche \| 1 \| Cesare Cremonini \| Possibili scenari \| – \| \| 1. Dezember 2017 – 7. Dezember 2017 1 Woche \| 1 \| Jovanotti \| Oh, vita! \| – \| \| 8. Dezember 2017 – 4. Januar 2018 4 Wochen \| 4 \| Vasco Rossi \| Vasco Modena Park \| – \| |                                        |                                        |                                        | |
| ← 2016 |                                        |                                        |                                        | → 2018 → |
| Zeitraum | Wo. ges.                               | Interpret                              | Titel                                  | Zusätzliche Informationen |
| (Zeitraum, Wochen auf Platz eins, Interpret, Titel, zusätzliche Informationen) |                                        |                                        |                                        | |
| 9. Dezember 2016 – 12. Januar 2017 5 Wochen | 5                                      | MinaCelentano                          | Le migliori                            | – |
| 13. Januar 2017 – 19. Januar 2017 1 Woche | 1                                      | Mannarino                              | Apriti cielo                           | – |
| 20. Januar 2017 – 9. Februar 2017 3 Wochen | 3                                      | J-Ax & Fedez                           | Comunisti col Rolex                    | – |
| 10. Februar 2017 – 16. Februar 2017 1 Woche (insgesamt 2) | 2                                      | Tiziano Ferro                          | Il mestiere della vita                 | – |
| 17. Februar 2017 – 23. Februar 2017 1 Woche | 1                                      | Ermal Meta                             | Vietato morire                         | – |
| 24. Februar 2017 – 2. März 2017 1 Woche | 1                                      | Michele Bravi                          | Anime di carta                         | – |
| 3. März 2017 – 16. März 2017 2 Wochen (insgesamt 3) | 3                                      | Ed Sheeran                             | ÷                                      | – |
| 17. März 2017 – 30. März 2017 2 Wochen | 2                                      | Depeche Mode                           | Spirit                                 | – |
| 31. März 2017 – 6. April 2017 1 Woche | 1                                      | Jamiroquai                             | Automaton                              | – |
| 7. April 2017 – 27. April 2017 3 Wochen | 3                                      | Fabri Fibra                            | Fenomeno                               | – |
| 28. April 2017 – 4. Mai 2017 1 Woche | 1                                      | Francesco Gabbani                      | Magellano                              | – |
| 5. Mai 2017 – 11. Mai 2017 1 Woche | 1                                      | Izi                                    | Pizzicato                              | – |
| 12. Mai 2017 – 18. Mai 2017 1 Woche | 1                                      | Renato Zero                            | Zerovskij… Solo per amore              | – |
| 19. Mai 2017 – 22. Juni 2017 5 Wochen (insgesamt 8) | 8                                      | Riki                                   | Perdo le parole                        | Der Finalist der 16. Ausgabe von Amici di Maria De Filippi konnte noch vor dem Finale mit seiner Debüt-EP die Spitze der Albumcharts erreichen. |
| 23. Juni 2017 – 29. Juni 2017 1 Woche | 1                                      | Dark Polo Gang                         | Twins                                  | – |
| 30. Juni 2017 – 13. Juli 2017 2 Wochen (insgesamt 4) | 4                                      | Guè Pequeno                            | Gentleman                              | – |
| 14. Juli 2017 – 3. August 2017 3 Wochen (insgesamt 8) | 8                                      | Riki                                   | Perdo le parole                        | – |
| 4. August 2017 – 17. August 2017 2 Wochen | 2                                      | Coldplay                               | Kaleidoscope                           | – |
| 18. August 2017 – 31. August 2017 2 Wochen (insgesamt 4) | 4                                      | Guè Pequeno                            | Gentleman                              | – |
| 1. September 2017 – 7. September 2017 1 Woche | 1                                      | Mostro                                 | Ogni maledetto giorno                  | – |
| 8. September 2017 – 14. September 2017 1 Woche | 1                                      | Rkomi                                  | Io in terra                            | – |
| 15. September 2017 – 28. September 2017 2 Wochen | 2                                      | Caparezza                              | Prisoner 709                           | – |
| 29. September 2017 – 5. Oktober 2017 1 Woche | 1                                      | David Gilmour                          | Live at Pompeii                        | – |
| 6. Oktober 2017 – 12. Oktober 2017 1 Woche | 1                                      | Lucio Battisti                         | Masters                                | – |
| 13. Oktober 2017 – 19. Oktober 2017 1 Woche | 1                                      | Thomas                                 | Thomas                                 | – |
| 20. Oktober 2017 – 9. November 2017 3 Wochen | 3                                      | Riki                                   | Mania                                  | – |
| 10. November 2017 – 16. November 2017 1 Woche | 1                                      | Cristina D’Avena                       | Duets – Tutti cantano Cristina         | – |
| 17. November 2017 – 23. November 2017 1 Woche | 1                                      | Negramaro                              | Amore che torni                        | – |
| 24. November 2017 – 30. November 2017 1 Woche | 1                                      | Cesare Cremonini                       | Possibili scenari                      | – |
| 1. Dezember 2017 – 7. Dezember 2017 1 Woche | 1                                      | Jovanotti                              | Oh, vita!                              | – |
| 8. Dezember 2017 – 4. Januar 2018 4 Wochen | 4                                      | Vasco Rossi                            | Vasco Modena Park                      | – |

## Jahreshitparaden
Ed Sheeran war Rekordhalter des Jahres, mit dem meistverkauften Album und zwei Platzierungen in den Top 10 der Singles. Er konnte dabei eine seit 2001 anhaltende Serie von ausschließlichen italienischen Alben an der Spitze der Jahrescharts unterbrechen (2000 hatte das zuletzt das Album 1 der Beatles geschafft). Gleichzeitig ist ÷ jedoch auch das einzige nicht-italienische Album in den Jahres-Top-10; in den Top 10 der Singles finden sich drei Platzierungen italienischer Interpreten, am erfolgreichsten waren davon J-Ax & Fedez (wie auch schon im Vorjahr). Sieben der Singles waren auch Nummer-eins-Hits, während alle Top-10-Alben auch an der Spitze gestanden hatten (eines bereits 2016).

| ← 2016 ← | Liste der Jahres-Nummer-eins-Hits in Italien | Liste der Jahres-Nummer-eins-Hits in Italien | Liste der Jahres-Nummer-eins-Hits in Italien | 2018 →   |
| \| Singles \| Position# \| Alben \| \| ----------------------------------------------------------------------------------------------------------------------------------- \| --------- \| ------------------------------------ \| \| Despacito Luis Fonsi feat. Daddy Yankee Luis Rodríguez, Erika Ender, Ramón Ayala \| 1 \| ÷ Ed Sheeran \| \| Shape of You Ed Sheeran Ed Sheeran, Steve Mac, Johnny McDaid, Kandi Burruss, Tameka Cottle, Kevin Briggs \| 2 \| Comunisti col Rolex J-Ax & Fedez \| \| Senza pagare J-Ax & Fedez feat. T-Pain Takagi & Ketra, Federico Lucia, Alessandro Aleotti, Daniele Lazzarin \| 3 \| Perdo le parole Riki \| \| Something Just Like This The Chainsmokers & Coldplay Andrew Taggart, Chris Martin, Guy Berryman, Jonny Buckland, Will Champion \| 4 \| Le migliori MinaCelentano \| \| Rockabye Clean Bandit feat. Sean Paul & Anne-Marie Jack Patterson, Steve McCutcheon, Ammar Malik, Ina Wroldsen, Sean Paul Henriques \| 5 \| Album Ghali \| \| Occidentali’s Karma Francesco Gabbani Francesco Gabbani, Fabio Ilacqua, Filippo Gabbani, Luca Chiaravalli \| 6 \| Il mestiere della vita Tiziano Ferro \| \| Súbeme la radio Enrique Iglesias feat. Descemer Bueno, Zion & Lennox Enrique Iglesias, Felix Ortiz, Gabriel Pizarro, Descemer Bueno \| 7 \| Oh, vita! Jovanotti \| \| La musica non c’è Coez Silvano Albanese, Niccolò Contessa \| 8 \| Vascononstop Vasco Rossi \| \| Perfect Ed Sheeran \| 9 \| Fenomeno Fabri Fibra \| \| Believer Imagine Dragons Dan Reynolds, Wayne Sermon, Ben McKee, Daniel Platzman, Robin Fredriksson, Mattias Larsson, Justin Tranter \| 10 \| Gentleman Guè Pequeno \| |                                              |                                              |                                              |          |
| ← 2016 |                                              |                                              |                                              | → 2018 → |
| Singles | Position#                                    | Alben                                        |                                              |          |
| Despacito Luis Fonsi feat. Daddy Yankee Luis Rodríguez, Erika Ender, Ramón Ayala | 1                                            | ÷ Ed Sheeran                                 |                                              |          |
| Shape of You Ed Sheeran Ed Sheeran, Steve Mac, Johnny McDaid, Kandi Burruss, Tameka Cottle, Kevin Briggs | 2                                            | Comunisti col Rolex J-Ax & Fedez             |                                              |          |
| Senza pagare J-Ax & Fedez feat. T-Pain Takagi & Ketra, Federico Lucia, Alessandro Aleotti, Daniele Lazzarin | 3                                            | Perdo le parole Riki                         |                                              |          |
| Something Just Like This The Chainsmokers & Coldplay Andrew Taggart, Chris Martin, Guy Berryman, Jonny Buckland, Will Champion | 4                                            | Le migliori MinaCelentano                    |                                              |          |
| Rockabye Clean Bandit feat. Sean Paul & Anne-Marie Jack Patterson, Steve McCutcheon, Ammar Malik, Ina Wroldsen, Sean Paul Henriques | 5                                            | Album Ghali                                  |                                              |          |
| Occidentali’s Karma Francesco Gabbani Francesco Gabbani, Fabio Ilacqua, Filippo Gabbani, Luca Chiaravalli | 6                                            | Il mestiere della vita Tiziano Ferro         |                                              |          |
| Súbeme la radio Enrique Iglesias feat. Descemer Bueno, Zion & Lennox Enrique Iglesias, Felix Ortiz, Gabriel Pizarro, Descemer Bueno | 7                                            | Oh, vita! Jovanotti                          |                                              |          |
| La musica non c’è Coez Silvano Albanese, Niccolò Contessa | 8                                            | Vascononstop Vasco Rossi                     |                                              |          |
| Perfect Ed Sheeran | 9                                            | Fenomeno Fabri Fibra                         |                                              |          |
| Believer Imagine Dragons Dan Reynolds, Wayne Sermon, Ben McKee, Daniel Platzman, Robin Fredriksson, Mattias Larsson, Justin Tranter | 10                                           | Gentleman Guè Pequeno                        |                                              |          |

## Belege
1. ↑  Top of the Music 2017: l’album più venduto in Italia è Divide “÷” di Ed Sheeran. FIMI, 8. Januar 2018, archiviert vom Original (nicht mehr online verfügbar) am 23. Januar 2018; abgerufen am 23. Januar 2018 (italienisch).  Info: Der Archivlink wurde automatisch eingesetzt und noch nicht geprüft. Bitte prüfe Original- und Archivlink gemäß Anleitung und entferne dann diesen Hinweis.

Siehe auch: Nummer-eins-Hits 2017 in  Australien, Belgien, Brasilien, Bulgarien, Dänemark, Deutschland, Finnland, Frankreich, Griechenland, Irland, Japan, Kanada, Kolumbien, Kroatien, Malaysia, Mexiko, Neuseeland, den Niederlanden, Norwegen, Österreich, Polen, Portugal, Schweden, der Schweiz, Slowakei, Spanien, Südkorea, Tschechien, Ungarn, den Vereinigten Staaten und im Vereinigten Königreich.